# Maddie Zahm
Maddie Zahm is een zangeres uit de Verenigde Staten van Amerika geboren op 7 maart 1998.

## Carrière
Zahm groeide op in Idaho en wist dat ze in de muziekindustrie wou verder gaan. Ze werd bekend nadat ze had deelgenomen aan American Idol in Los Angeles waar ze het bekende liedje 'New Rules' van Dua Lipa had gezongen en door alle drie juryleden verder mocht naar de volgende ronde. Haar eerste Album kwam uit op 10 juli 2020 met de naam People Pleaser die uit 11 nummers bestaat.
Zelf al kon ze verder gaan in haar muziekcarrière nam ze een stap terug toen haar uitgever haar EP had afgewezen. Ze nam deze stap terug om al haar trauma's te kunnen genezen aan de hand van muziek. Deze trauma's waren nooit bedoeld voor het groot publiek, maar het veroorzaakte het debuut van Zahm met 'You might not like her'. Zahm toont meer en meer gevoelens bij elk nieuw nummer. De nummers behandelen verschillende soorten onderwerpen, namelijk: lichaamsbeeld, religieuze trauma en seksualiteit.
Bepaalde nummers hebben Tiktok-trends geïnspireerd waarop ze meer dan 1 miljoen volgers heeft. Haar instagram telt meer dan 135 duizend volgers.

## Albums/ EP[6][7]
| Naam                      | Publicatiedatum | Aantal nummers | Naam nummers |
| ------------------------- | --------------- | -------------- | --- |
| People Pleaser Album      | 10/07/2020      | 11 nummers     | Famous Love song - Everything to me - I'm Not Your Mom - People Pleaser - Sober - We Can't Be Friends - To Be Honest - Biggest Fan - Like Me Anymore - That's How You Know - Leave It at That |
| Ep You Might Not Like Her | 12/08/2022      | 5 nummers      | Pocket Bible - Fat Funny Friend - If it's Not God - Inevitable - You Might Not Like Her |

## Andere Nummers[8]
- Beautifully Human
- Blind Spot
- Ex's Side
- Family Reunions
- How To Be Your Friend
- If He Had Loved Me
- Kill Me
- Seeing Other People
- Step On Me
- Stupid Boys
- Ways to Break A Heart

## Concertgeschiedenis[9]
| Datum             | Concert                                  | zaal                         | Locatie                                      |
| ----------------- | ---------------------------------------- | ---------------------------- | -------------------------------------------- |
| 22 juni 2019      | Boise Music Festival                     | Expo Idaho                   | Boise, Idaho, Verenigde Staten               |
| 12 november 2021  | the weekends tour                        | Mohegan Sun Arena            | Uncasville, Connecticut, Verenigde Staten    |
| 26 juli 2022      | Kid Stistr / Maddie Zahm                 | The Avalon / Bardot          | Los Angeles, California, Verenigde Staten    |
| 21 september 2022 | Awal Showcase: Maddie Zahm               | Coal Drops Yard              | London, Verenigd Koninkrijk                  |
| 22 september 2022 | Maddie Zahm                              | Omeara                       | London, Verenigd Koninkrijk                  |
| 26 september 2022 | Maddie Zahm                              | Mercury Lounge               | New York, Verenigd Koninkrijk                |
| 27 februari 2023  | Maddie Zahm- You Might Not Like Her Tour | House Of Blues- Voodoo Stage | San Diego, California, Verenigde Staten      |
| 2 maart 2023      | Maddie Zahm/ Corook                      | Neumos                       | Seattle, Washington, Verenigde Staten        |
| 7 maart 2023      | Maddie Zahm                              | Marquis Theater              | Denver, Colorado, Verenigde Staten           |
| 10 maart 2023     | Maddie Zahm / Corook                     | Uptown Theater               | Kansas City, Missouri, Verenigde Staten      |
| 13 maart 2023     | Maddie Zahm / Corook                     | Space                        | Evanston, Verenigde Staten                   |
| 15 maart 2023     | Maddie Zahm                              | Toronto                      | Ontario, Canada                              |
| 20 maart 2023     | You Might not Like Her Tour              | Bowery Ballroom              | New York, Verenigde Staten                   |
| 24 maart 2023     | Maddie Zahm at The Loft At Center Stage  | The Loft                     | Atlanta, Georgia, Verenigde Staten           |
| 27 maart 2023     | You Might Not Like Her Tour              | The Basement East            | Nashville, Tennessee, Verenigde Staten       |
| 11 April 2023     | Maddie Zahm / Corook                     | Troubadour                   | West Hollywood, California, Verenigde Staten |